# Брайант (Арканзас)
Брайант (англ. Bryant, Arkansas) — город и пригород Литл-Рока, расположенный в округе Салин (штат Арканзас, США) с населением в 14 678 человек по статистическим данным переписи 2005 года. Брайант занимает четвёртое место в штате по среднему доходу на домохозяйства, после городов Момелл, Уайт-Холл и Кабот.
Также Брайант единственный город в Арканзасе, выбранный журналом Money Magazine’s в рейтинг Top 100 Best Places to Live 2009 (рус. Топ-100 Лучших мест для жизни), город находится на 86 месте.

## География
По данным Бюро переписи населения США город Брайант имеет общую площадь в 23,57 квадратных километров, водных ресурсов в черте населённого пункта не имеется.
Город Брайант расположен на высоте 126 метров над уровнем моря.

## Демография
По данным переписи населения 2000 года в Брайанте проживало 9764 человек, 2823 семьи, насчитывалось 3601 домашнее хозяйство и 3762 жилых дома. Средняя плотность населения составляла около 413,7 человек на один квадратный километр. Расовый состав Брайанта по данным переписи распределился следующим образом: 95,2 % белых, 1,5 % — чёрных или афроамериканцев, 0,34 % — коренных американцев, 1,05 % — азиатов, 0,84 % — представителей смешанных рас, 0,37 % — других народностей. Испаноговорящие составили 1,05 % от всех жителей города.
Из 3601 домашних хозяйств в 42,6 % — воспитывали детей в возрасте до 18 лет, 63,9 % представляли собой совместно проживающие супружеские пары, в 11,1 % семей женщины проживали без мужей, 21,6 % не имели семей. 19,1 % от общего числа семей на момент переписи жили самостоятельно, при этом 7 % составили одинокие пожилые люди в возрасте 65 лет и старше. Средний размер домашнего хозяйства составил 2,65 человек, а средний размер семьи — 3,03 человек.
Население города по возрастному диапазону по данным переписи 2000 года распределилось следующим образом: 27,9 % — жители младше 18 лет, 7,1 % — между 18 и 24 годами, 32,7 % — от 25 до 44 лет, 21,8 % — от 45 до 64 лет и 10,4 % — в возрасте 65 лет и старше. Средний возраст жителей составил 35 лет. На каждые 100 женщин в Брайанте приходилось 89,8 мужчин, при этом на каждые сто женщин 18 лет и старше приходилось 86,5 мужчин также старше 18 лет.
Средний доход на одно домашнее хозяйство в городе составил 48 870 долларов США, а средний доход на одну семью — 56 038 долларов. При этом мужчины имели средний доход в 39 380 долларов США в год против 26 261 доллар среднегодового дохода у женщин. Доход на душу населения в городе составил 20 730 долларов в год. 3,5 % от всего числа семей в округе и 4,8 % от всей численности населения находилось на момент переписи населения за чертой бедности, при этом 6,1 % из них были моложе 18 лет и 8 % — в возрасте 65 лет и старше.